# Лиценз за свободна документация на ГНУ
Лицензът за свободна документация на ГНУ (на английски: GNU Free Documentation License (GNU FDL) е лиценз за отворено съдържание, създаден от Фондацията за свободен софтуер за проекта ГНУ и първоначално замислен за програмната документация на продуктите, създавани от обществото ГНУ.
Според него копията на основния документ, дори и променени, трябва да се разпространяват при условията на същия лиценз. Разрешава се продажбата на тези копия, но единствено във формат, който позволява по-нататъшна редакция.
Целта на Лиценза за свободна документация е свободното използване и разпространение на знанията. Това е в основата на цялата философия на ГНУ, както и на Уикипедия.
Лицензът е тясно свързан със законите за авторско право в различните държави, според които единствено авторът на дадено интелектуално творение може да разреши ползването, разпространението и/или промяната на това творение. Всяко произведение, публикувано с този лиценз, дава на всеки правото и техническата възможност да ползва, променя и разпространява произведението, стига новите версии да се предлагат със същия лиценз и условия. За Уикипедия това гарантира, че натрупаните знания ще останат достъпни – никой издател не може да откаже да даде правата за промяна и разпространение, защото според лиценза, в този случай самият той губи изключителните права за разпространение.
Лицензът дава правото за разпространение на съдържание, като всеки, който получи съдържанието, получава същото това право:
- разпространението/публикуването (с или без търговска цел) може да става единствено, ако всеки купувач/получател получи същите права като търговеца/подателя, тоест:
  - прикрепено копие на лиценза GNU FDL;
  - съдържанието в обикновен текстов формат, подходящ за използване и промяна (например в печатните копия на Уикипедия издателите трябва задължително да предоставят свободен достъп до изходния текст, който са използвали, примерно на компакт-диск)
  - правото той също да го разпространява при тези условия;
- ако се правят промени, те трябва да се отбелязват като такива и да са подчинени на същия лиценз.

Уикипедия е най-големият проект, използвал този лиценз преди да премине към Криейтив Комънс лиценза CC BY-SA (Криейтив Комънс – Признание – Споделяне на споделеното) през 2009 г.